# Henderson Silver Knights
Henderson Silver Knights är ett amerikanskt professionellt ishockeylag som spelar i den nordamerikanska ishockeyligan American Hockey League (AHL) från och med säsongen 2020–2021. Det är meningen att laget ska spela sina hemmamatcher i Henderson i Nevada men arenan Dollar Loan Center är under uppbyggnad och planeras invigas 2022.[uppföljning saknas] Laget är då tvungna att spela sina hemmamatcher i inomhusarenan Orleans Arena, som ägs av kasinot The Orleans, i Paradise i Nevada.
Silver Knights har sitt ursprung från 1979 när Adirondack Red Wings anslöt sig till AHL. De spelade fram till 1999 när laget lades ner. 2002 blev rättigheterna till Adirondack Red Wings uppköpta och flyttades till San Antonio i Texas för att vara San Antonio Rampage. Den 6 februari 2020 meddelade Black Knight Sports and Entertainment, LLC, som äger Vegas Golden Knights i National Hockey League (NHL), att man hade köpt Rampage i syfte att ha ett AHL-lag i närheten av Golden Knights rent geografiskt, än vad de har haft tidigare med Chicago Wolves i Chicago i Illinois. Den 28 februari godkände AHL att Rampage flyttas till Henderson i Nevada. Den 28 maj blev det officiellt att laget kommer heta Henderson Silver Knights.